# The Raid 2
The Raid 2 (Indonesische titel: Serbuan maut 2) is een Indonesische martialarts-actiefilm uit 2014, geregisseerd door Gareth Evans. Het verhaal is een sequel op de film The Raid uit 2011. De film ging op 21 januari 2014 in première op het Sundance Film Festival.

## Verhaal
Na het bloedbad in het appartementencomplex uit de vorige film, krijgt agent Rama opnieuw te maken met de onderwereld. Om zijn familie te beschermen gaat hij undercover opereren om belangrijke informatie te winnen. Hierbij raakt hij niet alleen betrokken met de criminele organisaties, maar ook met corrupte politieagenten.

## Rolverdeling
| Acteur            | Personage            |
| ----------------- | -------------------- |
| Iko Uwais         | Rama                 |
| Arifin Putra      | Uco                  |
| Tio Pakusodewo    | Bangun               |
| Oka Antara        | Bejo                 |
| Cecep Arif Rahman | The Assassin         |
| Julie Estelle     | Alicia 'Hammer Girl' |
| Very Tri Yulisman | Baseball Bat Man     |
| Ryûhei Matsuda    | Keichi               |
| Ken'ichi Endô     | Hideaki Goto         |
| Kazuki Kitamura   | Ryuichi              |
| Yayan Ruhian      | Prakoso              |